# Amadou Madougou Wonkoye
Amadou Madougou Wonkoye (* 11. August 1965 in Dosso) ist ein nigrischer Offizier.

## Leben
Amadou Madougou Wonkoye machte als Mitglied der Streitkräfte Nigers eine Ausbildung an der École de guerre in Paris. Er diente als regionaler Kommandant und erwarb sich bei den Streitkräften einen guten Ruf beim Kampf gegen paramilitärische Tuareg-Organisationen. 2005 nahm er am Joint Combined Exchange Training Flintlock ’05 der U.S. Army teil. Madougou Wonkoye stand im Rang eines Obersts, als er in den Obersten Rat für die Wiederherstellung der Demokratie berufen wurde. Diese Militärjunta unter dem Vorsitz von Salou Djibo beherrschte Niger nach dem Sturz von Staatspräsident Mamadou Tandja von Februar 2010 bis Januar 2011. Nach der Machtübergabe an die Regierung des zivilen Staatspräsidenten Mahamadou Issoufou sandte Letzterer eine Reihe von Mitgliedern der aufgelösten Junta als Diplomaten ins Ausland. Amadou Madougou Wonkoye wurde zum Verteidigungsattaché an der Botschaft Nigers in Ägypten ernannt, konnte sein Amt jedoch nicht antreten, da Ägypten traditionellerweise keine Militärattachés an Botschaften im eigenen Land anerkennt.